# Arnoud van Doorn
Arnoud van Doorn (Den Haag, 18 maart 1966) is een Nederlands politicus. Hij was tussen 2018 en 2022 gemeenteraadslid in Den Haag namens de Partij van de Eenheid (PvdE). Eerder zat hij zowel namens de Partij voor de Vrijheid (PVV) als onafhankelijk in de Haagse gemeenteraad. Bij de Tweede Kamerverkiezingen 2021 was Van Doorn lijsttrekker voor de islamitische Partij van de Eenheid (PvdE). Van Doorn bekeerde zich in 2013 tot de islam.

## Biografie
Van Doorn was in 2006 fractiemedewerker van de LPF onder raadslid Willem van der Velden. Toen de Partij voor Nederland, opgericht door oud-LPF-politicus Hilbrand Nawijn, meedeed aan de Tweede Kamerverkiezingen van 2006 stond Van Doorn verkiesbaar op plek 9 namens deze partij die uiteindelijk geen zetel haalde.
In 2010 werd Van Doorn namens de PVV in de Haagse gemeenteraad gekozen met zeven andere PVV'ers en werd tevens vice-fractievoorzitter van deze grootste oppositiepartij. Ook stond hij op de kieslijst voor de landelijke politiek. In december 2011 brak de partij echter met Van Doorn, na vermeende fouten in het beheer van het fractiebudget. Hierna ging hij verder als Onafhankelijk Den Haag, aanvankelijk samen met oud PVV'er Marjolein van de Waal. Van Doorn bekeerde zich in 2013 tot de islam. De bekering volgde op een zelfstudie naar de islam als gevolg van het feit dat hij als PVV-politicus veel met de islam geconfronteerd werd. Op 27 februari 2013 plaatste hij de sjahada (islamitische geloofsbelijdenis) op Twitter om duidelijkheid te verschaffen naar aanleiding van een bezoek aan een moskee. Hij sloot zich later dat jaar aan bij de islamitische Partij van de Eenheid (PvdE) van raadslid Abdoe Khoulani. In 2014 bekeerde ook zijn zoon Iskander zich.
Van Doorn werd op 22 januari 2013 gearresteerd omdat hij vertrouwelijke stukken gelekt zou hebben naar een journalist van het Algemeen Dagblad. De arrestatie was het gevolg van een ander strafonderzoek wegens de verkoop van wiet aan jongeren, in het kader waarvan zijn telefoon afgetapt werd. In 2014 kreeg Van Doorn een taakstraf opgelegd vanwege de wietverkoop. Bij de gemeenteraadsverkiezingen van 2014 behaalde de PvdE één zetel. Sinds 2018 is Van Doorn gemeenteraadslid na de lijst te hebben aangevoerd tijdens de gemeenteraadsverkiezingen dat jaar.
In 2018 beschuldigde PVV-politica Willie Dille Van Doorn van betrokkenheid bij haar vermeende verkrachting. Dille was ervan overtuigd dat Van Doorn haar haatte. Zij maakte op 8 augustus dat jaar een einde aan haar leven. Het Openbaar Ministerie zag geen aanleiding tot een justitieel onderzoek. In een interview met Café Weltschmerz op 16 oktober sloot Van Doorn de verkrachting niet uit. Hij gaf ook aan dat er mogelijk wel "jongens" bereid waren om Dille te verkrachten als hij daartoe een oproep zou hebben gedaan, maar hij achtte zijn invloed in de islamitische gemeenschap gering en ontkende tevens een dergelijke oproep te hebben gedaan. De uitspraken van Van Doorn leidden tot woede bij PVV-politici Karen Gerbrands en Henk Bres, waarbij die laatste opriep tot heropening van het onderzoek.
Op 31 maart 2019 publiceerde het Cornelius Haga Lyceum een persbericht waarin werd vermeld dat Van Doorn interim-directeur zou worden. Dit leidde tot nieuwsberichten op diverse media. Later bleek het om een 1 aprilgrap te gaan. In 2021 was Van Doorn lijsttrekker voor de PvdE bij de Tweede Kamerverkiezingen van dat jaar. Het was de eerste keer dat de partij meedeed. De partij behaalde geen zetel. Hierna kondigde Van Doorn aan dat hij na de gemeenteraadsverkiezingen in 2022 de politiek zou verlaten en naar Marokko zou emigreren.
Op 26 september 2021 werd hij op straat aangehouden door de Dienst Koninklijke en Diplomatieke Beveiliging (DKDB), omdat hij zich verdacht zou gedragen. Zo bezocht hij een supermarkt en een sportschool en op een terras nuttigde hij een drankje; al deze locaties werden die dag ook door demissionair minister-president Mark Rutte bezocht. Van Doorn werd hierop gearresteerd in verband met een mogelijke voorbereiding tot een moordaanslag op Rutte. Van Doorn werd een dag later heengezonden. Op 29 september werd de zaak door het Openbaar Ministerie geseponeerd. Zijn advocaat beweerde dat Van Doorn op weg was naar zijn moeder en dat hij werd opgepakt op basis van een "onderbuikgevoel".